# Andronik Dukas (zm. 1077)
Andronik Dukas (grec. Ανδρόνικος Δούκας; zm. 14 października 1077) – bizantyński arystokrata, kuzyn cesarza Michała VII Dukasa.

## Życiorys
Był synem Jana Dukasa. Podczas bitwy pod Manzikertem był jednym z odpowiedzialnych z klęskę armii bizantyńskiej. W 1072 roku doprowadził do ujęcia cesarza Romana IV Diogenesa i przechwycenia władzy przez jego kuzyna Michała VII Dukasa. W 1074 wraz ze swoim ojcem dowodził przeciwko zbuntowanym najemnikom Roussela de Bailleul. Jego dziećmi ze związku z Marią Bułgarską, córką cara Iwana Władysława byli:  
- Michał Dukas
- Jan Dukas, protostrator
- Jan Dukas, megaduks
- Irena Dukaina
- Anna Dukaina, której mężem był Jerzy Paleolog
- Teodora Dukaina, zakonnica.